# 桑德里奇八號縣區 (伊利諾伊州默納德縣)
桑德里奇八號鎮區（英語：Sandridge No.8 Precinct）是位於美國伊利諾伊州默納德縣的一個縣區。

## 地方資料
根據2010年美國人口普查的數據，桑德里奇八號鎮區的面積為57.80平方千米，當中陸地面積為57.42平方千米，而水域面積為0.38平方千米。當地共有人口167人，而人口密度為每平方千米2.89人。